# Andrés Cota Hiriart
Andrés Cota Hiriart (Ciudad de México, 28 de abril de 1982) es un zoólogo, escritor y divulgador de la ciencia mexicano. 

## Biografía
Es biólogo por la UNAM y maestro en comunicación de la ciencia por el Imperial College de Londres. Entre los años 2018 y 2021 fue miembro del Sistema Nacional de Creadores de Arte del FONCA en la especialidad narrativa-ensayo. Es profesor de literatura en la Escuela Superior de Cine y preside la Sociedad de Científicos Anónimos.
Es autor de Cabeza Ajena, Faunologías, aproximaciones literarias al estudio de los animales inusuales, El ajolote. Biología del anfibio más sobresaliente del mundo y Fieras Familiares, finalista del I Premio de Noficción Libros del Asteroide 2022. 
Sus textos han aparecido en diversas revistas y sitios como Nexos, Revista de la Universidad de México, Animal, Avispero, Vice, ¿Cómo ves?, Quo, Límulus, Pijama Surf, blog de Letras Libres, Telecápita, blog de crítica de Soma, entre otros. 
Es conductor del programa de radio y podcast Masaje Cerebral de Reactor 105.7 FM y del programa Revista de la Universidad de México de TV UNAM.

## Obras

### Novelas
- Cabeza Ajena (Moho 2017)

### Ensayos
- Faunologías, aproximaciones literarias al estudio de los animales inusuales (Festina 2015)
- El ajolote. Biología del anfibio más sobresaliente del mundo (Elefanta 2da ed. 2022)
- Fieras Familiares (Libros del Asteroide 2022)

### Literatura Infantil
- Madame Cuc, la dueña del paraíso (Elefanta 2023)